# 데르나주

데르나주

데르나주(아랍어: درنة)는 리비아 북동부에 위치한 주로, 주도는 데르나이며 면적은 19,630 km2, 인구는 163,351명(2006년 기준)이다. 북쪽으로는 지중해, 동쪽으로는 부트난주, 서쪽으로는 자발알아크다르주, 남쪽으로는 알와하트주와 인접해 있다.